# Bavê Teyar

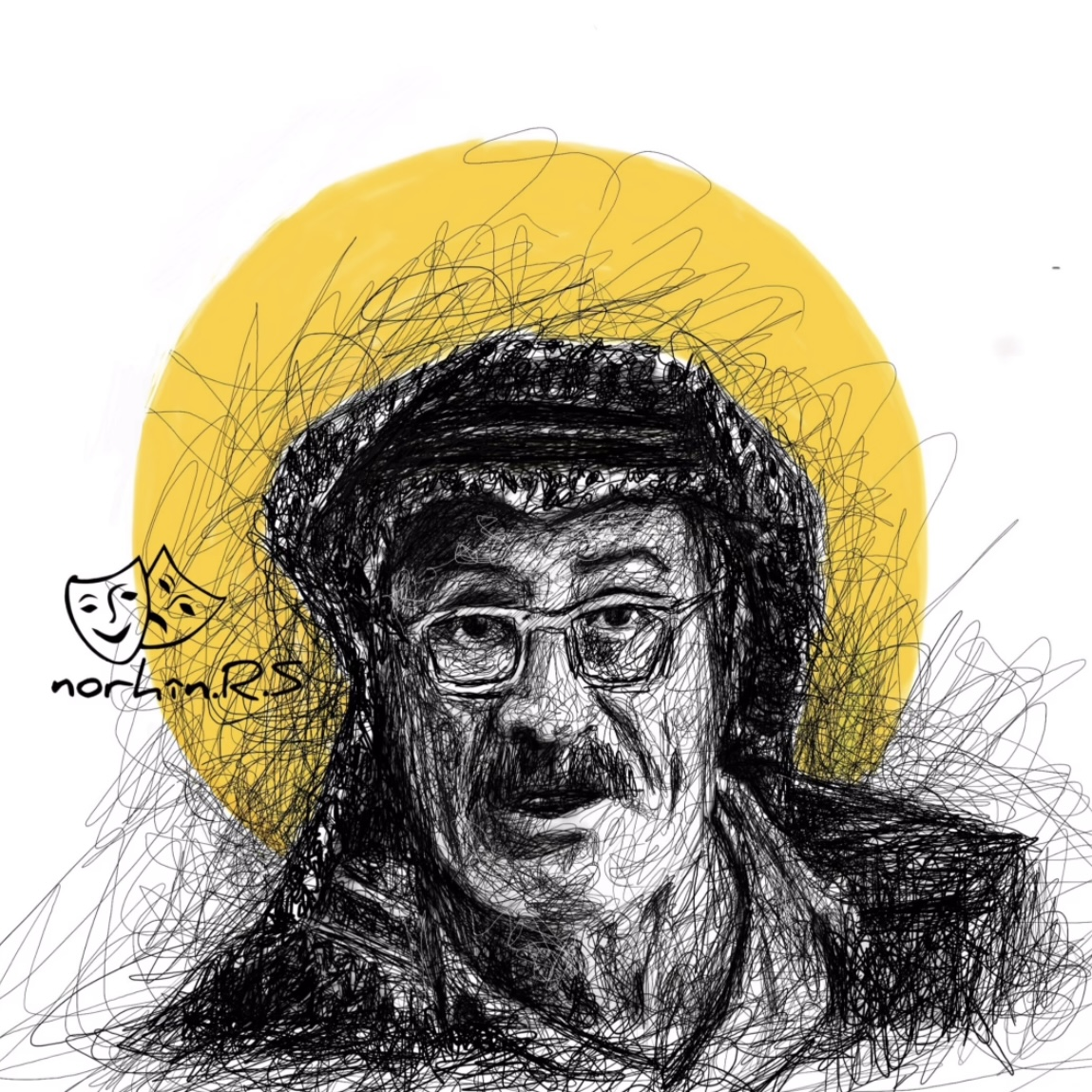
Zeichnung zu Ehren des kurdischen Künstlers und Schauspielers Bavê Teyar, der am 18. Januar 2025 durch einen türkischen Drohnenangriff auf Zivilisten auf dem Tishreen-Damm getötet wurde.

Bavê Teyar (kurdisch باڤێ تەیار; bedeutet: Teyars Vater), mit bürgerlichem Namen Cûma Xelîl Îbrahîm, (geboren 1957 in Qamischli, Syrien in der Region Rojava; gestorben am 19. Januar 2025) war ein kurdischer Schauspieler und Komiker, der in ganz Kurdistan für seine gleichnamige Kunstfigur bekannt war.

## Leben
Seine Sketches handelten von dem einfachen Alltag eines polygamen Familienvaters, der gemeinsam mit seinem kleinwüchsigen Sohn Teyar schnell Kultstatus erlangte. Bavê Teyar wurde Opfer eines Luftangriffs durch türkische Drohnen auf den Tishreen-Staudamm, als er dort mit Hunderten gegen die Angriffe der Türkei auf die Autonome Selbstverwaltung von Nord- und Ostsyrien protestierte. Er gilt als prominentestes kurdisches Opfer türkischer Kriegshandlungen in Syrien. Sein gewaltsamer Tod löste große Bestürzung und Betroffenheit innerhalb der kurdischen Gemeinschaft aus.

## Künstlerisches Vermächtnis
Cûma Xelîl Îbrahîm war seit 1989 im Bereich Kultur und Kunst tätig und hatte insbesondere mit seinen humorvollen Auftritten große Bekanntheit und Anerkennung erlangt. Im Jahr 2001 gründete er zusammen mit Ebdulbasit Navyan die Komikertruppe rund um Bavê Teyar, die sich seither auf kurdisches Theater, Musik und Filme konzentrierte. Die Werke der Gruppe, die verschiedene künstlerische Ausdrucksformen kombinierte, greifen oft gesellschaftliche Themen auf und machen mit Humor auf alltägliche Missstände aufmerksam. Ihr Fokus lag auf die Entwicklung und Pflege der kurdischen Sprache und Kultur sowie die Sensibilisierung für soziale Missstände und Themen wie Geschlechterrollen und Familiendynamik.
Bavê Teyar und seiner Gruppe war es möglich gewesen, trotz ihrer eingeschränkten Ressourcen mehrere Werke zu produzieren, darunter sechs Kurzfilme und einige Theaterstücke, womit sie über die Grenzen hinaus Bekanntheit erlangten.